# Lappmyrtjärnen (Arvidsjaurs socken, Lappland)
Lappmyrtjärnen är en sjö i Arvidsjaurs kommun i Lappland och ingår i Byskeälvens huvudavrinningsområde.